# Latisha Chan
Latisha Chan (originalmente Chan Yung-jan - chinês simplificado: 詹咏然; chinês tradicional: 詹詠然; pinyin: Zhān Yǒngrán) e Latisha desde o início de 2018; Dongshih, 17 de agosto de 1989) é uma tenista profissional de Taiwan, em simples ja alcançou a 50° colocação em duplas a taiwanesa ja foi 6° do mundo em 2008, sua parceira em duplas é Chuang Chia-jung.

## Grand Slam finais

### Duplas: 3 (3 vices)
| Posição | Ano  | Campeonato          | Parceira         | Oponentes                            | Placar             |
| ------- | ---- | ------------------- | ---------------- | ------------------------------------ | ------------------ |
| Vice    | 2007 | Aberto da Austrália | Chuang Chia-jung | Cara Black Liezel Huber              | 4–6, 7–6(7–4), 1–6 |
| Vice    | 2007 | US Open             | Chuang Chia-jung | Nathalie Dechy Dinara Safina         | 4–6, 2–6           |
| Vice    | 2015 | Aberto da Austrália | Zheng Jie        | Bethanie Mattek-Sands Lucie Šafářová | 4-6, 6-7(5–7)      |

## Premier Mandatory/Premier 5 finais

### Duplas: 2 (1 título, 1 vice)
| Posição | Ano  | Campeonato   | Piso   | Parceira         | Oponentes                       | Placar        |
| ------- | ---- | ------------ | ------ | ---------------- | ------------------------------- | ------------- |
| Vice    | 2007 | Indian Wells | Duro   | Chuang Chia-jung | Lisa Raymond Samantha Stosur    | 3–6, 5–7      |
| Campeã  | 2008 | Roma         | Saibro | Chuang Chia-jung | Iveta Benešová Janette Husárová | 7–6(7-5), 6–3 |

## Ligações Externas
- Perfil na WTA